# قائمة المواقع والمعالم المصنفة في ولاية عين الدفلى
هذه قائمة للمواقع الأثرية والمعالم التاريخية المصنفـة حسب وزارة الثقافة والفنون الجزائرية.
| رقم    | اسم                            | وصف | موقع | مدينة  | قسم        | الإحداثيات | صورة        |
| ------ | ------------------------------ | --- | ---- | ------ | ---------- | ---------- | ----------- |
| 44-001 | مصنع الاسلحة الأمير عبد القادر |     |      | مليانة | عين الدفلى |            | Upload file |
| 44-002 | منارة جامع البطحاء             |     |      | مليانة | عين الدفلى |            | Upload file |
| 44-003 | مسجد سيدي احمد بن يوسف         |     |      | مليانة | عين الدفلى |            | Upload file |
| 44-004 | سور مليانة                     |     |      | مليانة | عين الدفلى |            | Upload file |
| 44-005 | مقر خلافة الأمير عبد القادر    |     |      | مليانة | عين الدفلى |            | Upload file |